# Terrebonne, Oregon
Terrebonne är en ort i Deschutes County, Oregon, USA.